# Walter Leitner (Politiker)
Walter Leitner (* 7. Februar 1915 in Salzburg; † 8. April 2002 ebenda) war ein österreichischer Politiker (VdU/FPÖ) und Industrieangestellter. Er war von 1954 bis 1978 Landesrat in der Salzburger Landesregierung. 

## Ausbildung und Beruf
Walter Leitner besuchte zunächst die Volksschule in Salzburg und wechselte danach an die Bundesrealschule Salzburg, wo er 1933 die Matura ablegte. Er studierte bis zu seiner Relegation von der Universität 1935 Germanistik und Volkskunde an der Universität Graz und war danach von 1935 bis 1938 als illegaler Jungvolkführer der Hitlerjugend in Salzburg tätig. Nach dem Anschluss Österreichs im März 1938 wurde er in diesem Jahr hauptamtlicher Führer der Hitlerjugend und blieb in dieser Funktion bis Kriegsende 1945. Zwischen 1939 und 1941 leistete er seinen Kriegsdienst als Gebirgsjäger im Zweiten Weltkrieg ab, zudem kämpfte er von 1944 bis 1945 für die Waffen-SS und geriet 1945 in Kriegsgefangenschaft. Er verbrachte in der Folge die Zeit bis 1947 im Lager Glasenbach und arbeitete danach von 1947 bis 1949 als Hilfsarbeiter bei der VÖEST. Er erlernte zudem den Beruf des Zimmerers und war als Versicherungsangestellter tätig. Zudem war er von 1949 bis 1954 Büroleiter und Bilanzbuchhalter bei der Firma Leube in Gartenau.

## Politik und Funktionen
Nach seinem beruflichen und politischen Engagement für die Hitlerjugend wurde Leitner 1951 amnestiert. Er engagierte sich ab 1949 als Mitglied im neugegründeten Verband der Unabhängigen (VdU) und übernahm im Jahr 1952 die Funktion des Organisationsleiter des VdU im Tennengau. Am 11. Dezember 1954 wurde Leitner zum Landesrat in der Salzburger Landesregierung gewählt, wobei er dieses Amt bis zum 24. Jänner 1978 ausübte. Er wechselte Mitte der 1950er Jahre zur neugegründeten FPÖ und stand der FPÖ-Salzburg zwischen 1965 und 1975 als Landesparteiobmann vor. Zudem war er im Juli 1959, von Februar bis Juni 1964 sowie im Mai 1974 jeweils kurzfristig Abgeordneter zum Salzburger Landtag. Des Weiteren war er von 1959 bis 1974 Arbeiterkammerrat der Kammer für Arbeiter und Angestellte.

## Auszeichnungen
- Ehrenobmann der FPÖ Salzburg (1975)
- Ehrenbürger der Gemeinden Filzmoos und Krispl
- Goldenes Ehrenzeichen für Verdienste um die Republik Österreich (1964)
- Ehrenring des Landes Salzburg (1970)
- Großes Ehrenzeichen des Landes Salzburg (1980)

## Schriften
- Winter-Fremdenverkehr. Entwicklungen – Erfahrungen – Kritik – Anregungen. Bundesland Salzburg 1955/56–1980/81 (= Schriftenreihe des Landespressebüros. Sonderpublikationen. Nr. 54) Amt der Salzburger Landesregierung – Landespressebüro, Presse- und Informationszentrum, Salzburg 1984, ISBN 3-85015-031-3.